# Майкл Робінсон
Майкл Робінсон (англ. Michael Robinson; 12 липня 1958, Лестер — 27 квітня 2020, Марбелья) — ірландський футболіст, що грав на позиції нападника.
Виступав, зокрема, за «Ліверпуль», з яким виграв низку національних і міжнародних трофеїв, а також національну збірну Ірландії.
Чемпіон Англії. Володар Кубка англійської ліги. Володар Кубка чемпіонів УЄФА.

## Клубна кар'єра
У дорослому футболі дебютував 1975 року виступами за команду клубу «Престон Норт-Енд», в якій провів чотири сезони, взявши участь у 48 матчах чемпіонату.
Своєю грою за цю команду привернув увагу представників тренерського штабу клубу «Манчестер Сіті», до складу якого приєднався 1979 року. Відіграв за команду з Манчестера наступний сезон своєї ігрової кар'єри. Більшість часу, проведеного у складі «Манчестер Сіті», був основним гравцем атакувальної ланки команди.
Протягом 1980—1983 років захищав кольори команди клубу «Брайтон енд Гоув».
1983 року уклав контракт з клубом «Ліверпуль», у складі якого провів наступний рік своєї кар'єри гравця. Граючи у складі «Ліверпуля» також здебільшого виходив на поле в основному складі команди. За цей час виборов титул чемпіона Англії, ставав володарем Кубка чемпіонів УЄФА.
З 1984 року два сезони захищав кольори команди «КПР».
1986 року перейшов до іспнаської «Осасуну», за який відіграв 3 сезони. Тренерським штабом нового клубу також розглядався як гравець «основи». Завершив професійну кар'єру футболіста виступами за команду «Осасуна» у 1989 році.

## Виступи за збірну
1980 року дебютував в офіційних матчах у складі національної збірної Ірландії. Протягом кар'єри у національній команді, яка тривала 7 років, провів у формі головної команди країни 24 матчі, забивши 4 голи.

## Титули і досягнення
- Чемпіон Англії (1):

«Ліверпуль»: 1983-84
- Володар Кубка англійської ліги (1):

«Ліверпуль»: 1983-84
- Володар Кубка чемпіонів УЄФА (1):

«Ліверпуль»: 1983-84